# 新美国标准版圣经
《新美国标准圣经》（New American Standard Bible，NASB）是由洛克曼基金会出版的英译本，《新约圣经》于1963年首次出版，1971年出版了完整的《圣经》，NASB文本的最新版本是1995年出版的修订版。
NASB的出版经历了以下几个阶段。
- 约翰福音（1960年
- 福音书（1962年）
- 新约（1963年）
- 诗篇(1968年)
- 新旧约圣经全书
- 修订版(1972年、1973年、1975年、1977年)
- 更新版（1995年）

在《圣经》本身的同时，1997年8月出版了NAS的《圣经大全》，为了方便起见，这本《圣经大全》使用了与Strong's Concordance相同的字数系统。

## 翻译思想
NAS版圣经被一些资料来源认为是20世纪主要的英文圣经译本中最符合字面意思的译本，根据NASB的序言，译者们在这部著作中有一个 "四方面的目标"。
- 这些出版物应忠实于希伯来文、亚兰文和希腊文的原文。
- 语法正确。
- 易于理解。
- 要给主耶稣基督应有的地位，也就是道所赐给他的地位；因此，任何作品都不会被个人化。

NASB是由希伯来文、亚兰文和希腊文的原版译本，基于与1901年的美国标准版（ASV）相同的翻译原则和措辞。
它提供了一个替代标准修订版（1946-1952/1971）的版本，有些人认为它在神学上是自由主义的，也是1929年ASV的修订版。
这个翻译使用的希伯来语文本是鲁道夫-基特尔的《希伯来圣经》第三版以及《死海古卷》。圣经希伯来语圣经Stuttgartensia是1995年的修订版。
在希腊文文本上使用了Eberhard Nestle的Novum Testamentum Graece，1971年原版的第23版，和1995年修订版的第26版。
NASB的衍生本Open Bibles在菲律宾山省萨加达的圣玛利亚教堂（圣玛利亚教堂）出版。
译者们看到了对英文圣经的现代译本的需求，在保持逐字逐句翻译风格的同时，试图制作出一本现代的英文圣经。
在一些这样的情况下，在脚注中注明了更直白的译文。
NASB最大的优势在于它的可靠性和对原文的忠实度。此外，NASB还包括将经文作为单独句子印刷（尽管最近的版本有段落格式的版本）。

### 1995年修订本
1992年，洛克曼基金会委托译者群对《NASB》进行了小修订。1995年，洛克曼基金会重新发行了NASB文本，记为NASB95。
除了少数几个衍生本（Thompson Chain Reference Bibles、Open Bibles、Key Word Study Bibles等），各种读物皆改用95文本。
在95版的NASB中，使用了Nestle-Aland的Novum Testamentum Graece第26版作为更新的希腊文本。
希伯来语圣经(The Biblia Hebraica Stuttgartensia)也采用了最新的词汇学研究成果和死海卷轴的最新发现。
更新后的NASB代表了建议的修订和完善，并结合了基于当前英语用法的深入研究。词汇、语法和句子结构都进行了精心的修改，以提高理解力和阅读的流畅性，从而提高了清晰度和可读性。
伊丽莎白时代英语中的词汇如 "thry "和 "thou "等都进行了现代化，而有难懂的词序的诗句也进行了重组。
标点和段落的格式也进行了现代化处理，同时对具有多种含义的动词进行了更新，以更好地考虑到上下文的用法。

### YHWH
YHWH（在原文A.S.V.中译为 "耶和华"）在NASB中用大写的字母表示为LORD或GOD。"犹太人因为敬畏神名的伟大神圣性，所以这个名字没有被犹太人念出。因此，它一直被一致地译为 "耶和华"。唯一的例外是，当它与Lord这个词相邻时，也就是亚多奈（Adonai）。
在这种情况下，为了避免混淆，通常将其译为 "上帝"。
众所周知，多年来，YHWH一直被译为Yahweh，然而，这种读音并没有完全确定的说法。"
这与70年前ASV的前言形成了直接的对比，委员会在其中解释说，"美国的修订者们...........被带到了一个一致的信念，即犹太人的迷信，认为神的名字太神圣，不能再在英文或其他任何版本的旧约中占主导地位。

## 译者
这项翻译工作是由洛克曼基金会赞助的一个匿名学者小组完成的。
根据洛克曼基金会的说法，该委员会由来自基督教高等教育机构和福音派新教派（长老会、卫理公会、卫理公会、南浸礼会、基督教堂、拿撒勒尼派、美国浸礼会、原教旨主义者、保守浸礼会、自由卫理公会、公理会、基督门徒会、自由福音派、独立浸礼会、独立门诺派、上帝大会、北美浸礼会和 "其他宗教团体"）的人士组成。
基金会的网站上显示，参与翻译者和顾问中，都是拥有圣经语言、神学、"或其他高级学位的博士生"，他们来自不同的教派背景。
有20多个人根据最新的研究结果，致力于使美国国家图书馆现代化。